# 정태균 (농구인)
정태균(鄭泰均, 1959년 7월 25일 ~ )은 대한민국의 농구인이다.

## 농구인 경력
송도고등학교, 고려대학교 대학원 체육학 석사 출신이다. 1982년 삼성전자 농구단에 입단하면서 농구 선수로 뛰었다.
1991년 빠이롯드 여자 농구단 코치로 임명되었지만 1992년 팀이 해체되면서 대웅제약 여자 농구단 코치가 되었다. 1993년 삼성생명 여자 농구단 코치로 임명되었고 1997년 삼성생명 여자 농구단 감독으로 임명되었다.
2002년부터 2004년까지 천안 KB국민은행 세이버스(현재의 청주 KB 스타즈) 감독을 역임했으며 2009년 3월부터 2011년 8월까지 춘천 우리은행 한새(현재의 아산 우리은행 위비) 감독을 역임했다. 2011년 8월부터 2011년 12월까지 춘천 우리은행 한새 총감독을 역임했다. 그 밖에 SBS, KBS N 스포츠에서 농구 해설위원을 역임했다.

## 수상 경력
- WKBL 지도상: 1998 여름
- 2000년 한빛은행배 WKBL 여름리그 감독상